# Brad Maxwell
Brad Maxwell (Brandon, Manitoba; 8 de julio de 1957-Minneapolis, Minnesota; 3 de septiembre de 2023) fue un jugador de hockey sobre hielo canadiense, que jugó once temporadas con cinco equipos en la NHL en la posición de defensa y ganó la Copa Stanley de 1981.

## Carrera

### NHL
Fue seleccionado en la séptima posición global del Draft de 1977 por los Minnesota North Stars donde jugó sus primeras ocho temporadas, teniendo su mejor temporada en 1983/84 donde anotó 73 puntos en 78 partidos y ganó la Copa Stanley de 1981 venciendo a los New York Islanders. Luego pasó por varios equipos hasta que regresó a los North Stars luego de que la carta de traspaso a los New York Rangers se perdiera.

### Selección nacional
Jugó para Canadá en 21 ocasiones de 1978 a 1982, donde anotó tres goles, dio una asistencia, anotó cuatro puntos y lanzó 30 penales; además de participar en tres ediciones del Campeonato Mundial de Hockey sobre Hielo Masculino.

### Tras el retiro
Luego de retirarse del hockey, Maxwell puso su propio negocio en Minnesota, Brad Maxwell Cabinets & Construction. Maxwell también organizó y jugó partidos con miembros de los North Stars por beneficencia, y organizó junto a exjugadores de los North Stars el NHL Stadium Series de 2016 entre Minnesota Wild y los Chicago Blackhawks.

### Muerte
Maxwell murió de cáncer de pulmón el 3 de septiembre de 2023 a los 66 años.

## Estadísticas

### Equipo
| 1973–74   | Bellingham Blazers     | BCJHL     | 61  | 20 | 37  | 57  | 132  | —  | —  | —  | —  | —   |
| 1974–75   | New Westminster Bruins | WCHL      | 69  | 13 | 47  | 60  | 124  | 18 | 7  | 13 | 20 | 33  |
| 1975–76   | New Westminster Bruins | WCHL      | 72  | 19 | 80  | 99  | 239  | 17 | 3  | 12 | 15 | 86  |
| 1976–77   | New Westminster Bruins | WCHL      | 70  | 21 | 58  | 79  | 205  | 14 | 7  | 15 | 22 | 39  |
| 1977–78   | Minnesota North Stars  | NHL       | 75  | 18 | 29  | 47  | 100  | —  | —  | —  | —  | —   |
| 1978–79   | Minnesota North Stars  | NHL       | 70  | 9  | 28  | 37  | 145  | —  | —  | —  | —  | —   |
| 1978–79   | Oklahoma City Stars    | CHL       | 2   | 0  | 1   | 1   | 21   | —  | —  | —  | —  | —   |
| 1979–80   | Minnesota North Stars  | NHL       | 58  | 7  | 30  | 37  | 126  | 11 | 0  | 8  | 8  | 20  |
| 1980–81   | Minnesota North Stars  | NHL       | 27  | 3  | 13  | 16  | 98   | 18 | 3  | 11 | 14 | 35  |
| 1981–82   | Minnesota North Stars  | NHL       | 51  | 10 | 21  | 31  | 96   | 4  | 0  | 3  | 3  | 13  |
| 1982–83   | Minnesota North Stars  | NHL       | 77  | 11 | 28  | 39  | 157  | 9  | 5  | 6  | 11 | 23  |
| 1983–84   | Minnesota North Stars  | NHL       | 78  | 19 | 54  | 73  | 225  | 16 | 2  | 11 | 13 | 40  |
| 1984–85   | Minnesota North Stars  | NHL       | 18  | 3  | 7   | 10  | 53   | —  | —  | —  | —  | —   |
| 1984–85   | Quebec Nordiques       | NHL       | 50  | 7  | 24  | 31  | 119  | 18 | 2  | 9  | 11 | 35  |
| 1985–86   | Toronto Maple Leafs    | NHL       | 52  | 8  | 18  | 26  | 108  | 3  | 0  | 1  | 1  | 12  |
| 1986–87   | Vancouver Canucks      | NHL       | 30  | 1  | 7   | 8   | 28   | —  | —  | —  | —  | —   |
| 1986–87   | New York Rangers       | NHL       | 9   | 0  | 4   | 4   | 6    | —  | —  | —  | —  | —   |
| 1986–87   | Minnesota North Stars  | NHL       | 17  | 2  | 7   | 9   | 31   | —  | —  | —  | —  | —   |
| Total NHL | Total NHL              | Total NHL | 612 | 98 | 270 | 368 | 1292 | 79 | 12 | 49 | 61 | 178 |

### Selección nacional
| Año   | Selección | Evento |       | PJ | G | A | Pts | PIM |
| ----- | --------- | ------ | ----- | -- | - | - | --- | --- |
| 1978  | Canadá    | WC     | 10    | 2  | 1 | 3 | 12  |     |
| 1979  | Canadá    | WC     | 4     | 1  | 0 | 1 | 8   |     |
| 1982  | Canadá    | WC     | 7     | 0  | 0 | 0 | 10  |     |
| Total | Total     | Total  | Total | 21 | 3 | 1 | 4   | 30  |